# Johan Viktor Johnsson
Johan Viktor (Janne)  Johnsson, född den 14 juni 1832 i Lapinlax, död den 18 september 1884 i Jockas, var en finländsk biskop,  far till Eliel Soisalon-Soininen och Mikael Soininen.
Johnsson, som vid flera lantdagar hade representerat prästeståndet, valdes 1884 i det närmaste enhälligt till biskop i Borgå. Han utnämndes också till posten men dog före tillträdet.